# سرفيل أنطرسكي حرجي
سرفيل أنطرسكي حرجي أو بقدونس البقرة أو سِرفل بري (الاسم العلمي:Anthriscus sylvestris) (بالإنجليزية: cow parsley)‏ هو نوع من النباتات يتبع جنس السرفيل الأنطرسكي من الفصيلة الخيمية.